# Łukowisko
Łukowisko (prononciation : [wukɔˈvʲiskɔ]) est un village polonais de la gmina de Międzyrzec Podlaski dans le powiat de Biała Podlaska de la voïvodie de Lublin dans l'est de la Pologne.
Il se situe à environ 12 kilomètres au nord de Międzyrzec Podlaski (siège de la gmina), 27 kilomètres à l'ouest de Biała Podlaska (siège du powiat) et 94 kilomètres au nord de Lublin (capitale de la voïvodie).
Le village comptait approximativement une population de 330 habitants en 2006.

## Histoire
De 1975 à 1998, le village est attaché administrativement à la voïvodie de Biała Podlaska.

Depuis 1999, il fait partie de la voïvodie de Lublin.